# المزابر (حزم العدين)

تعديل مصدري - تعديل

المزابر هي إحدى قرى عزلة بني وائل بمديرية حزم العدين التابعة لمحافظة إب، بلغ تعداد سكانها 112 نسمة حسب تعداد اليمن لعام 2004.